# Вонсош-Ґурни
Вонсош-Ґурни (пол. Wąsosz Górny) — село в Польщі, у гміні Попув Клобуцького повіту Сілезького воєводства.
Населення — 437 осіб (2011).
У 1975-1998 роках село належало до Ченстоховського воєводства.

## Демографія
Демографічна структура станом на 31 березня 2011 року:
|          | Загалом | Допрацездатний вік | Працездатний вік | Постпрацездатний вік |
| -------- | ------- | ------------------ | ---------------- | -------------------- |
| Чоловіки | 218     | 37                 | 165              | 16                   |
| Жінки    | 219     | 39                 | 132              | 48                   |
| Разом    | 437     | 76                 | 297              | 64                   |